# Fehérfarkú rubinbegy
A fehérfarkú rubinbegy (Calliope pectoralis) a madarak (Aves) osztályának verébalakúak (Passeriformes) rendjébe, ezen belül a légykapófélék (Muscicapidae) családjába tartozó faj.

## Rendszertani besorolása
2003-ban, Edward C. Dickinson brit ornitológus azt állította, hogy a Luscinia madárnem nem monofiletikus csoport, azaz nem egy közös rendszertani őstől származó élőlények összességét alkotó nemről van szó. A múlt évtizedben egy hatalmas méretű, DNS és molekuláris vizsgálatokból álló nemzetközi kutatás történt a madárrendszerezés terén. Az eredmények egy részét 2010-ben is kiadták; ebből pedig megtudtuk, hogy Dickinsonnak igaza volt. A kutatás eredményeként egyes madarakat átsoroltak, átrendszereztek. Ez történt a Luscinia nemmel is; belőle négy fajt áthelyeztek a Larvivora és másik négyet a Calliope madárnembe; ez utóbbiba tartozik a szóban forgó énekesmadár is.

## Előfordulása
A fehérfarkú rubinbegy vonulómadárfaj, mely a nyarat, azaz a költési időszakot északabbra és a hegyvidékeken, míg a telet délebbre és az alföldeken tölti. Az előfordulási területe Közép-Ázsiában és az Indiai szubkontinensen van. A következő országokban lelhető fel: Afganisztán, Banglades, Bhután, India, Kazahsztán, Mianmar, Nepál, Oroszország, Pakisztán, Tádzsikisztán, Thaiföld, Türkmenisztán és Üzbegisztán. Az indiai Goa államig eljutó példányokat, gyakran összetévesztik a rubinbeggyel (Calliope calliope).

## Alfajai
- Calliope pectoralis bailloni (Severtzov, 1873) – a faj elterjedésének északi és nyugati területeit foglalja el
- Calliope pectoralis confusa (Hartert, 1910) – Szikkimtől Asszámig található meg; a hím háti tollazata sötétebb
- Calliope pectoralis pectoralis (Gould, 1837) – a Himalája nyugati és középső hegységein, valamint Indiában él

A Tibeti-fennsíkon költő, és Nepálban, valamint Asszámban áttelelő tibeti rubinbegyet (Calliope tschebaiewi) (Prjevalsky, 1876), melyet korábban a fehérfarkú rubinbegy alfajának véltek Calliope pectoralis tschebaiewi név alatt, manapság önálló fajként tartanak számon.

## Megjelenése
A hím tollazata felül szürkésbarna. Szemei fölött fehér sávok húzódnak. A szárnyai barnásak, a farktollai pedig feketék; a farktollak tövei és végei fehérek. A torok oldalai és a begye szintén feketék. A pofáján a foltok és a torka skarlátvörösek. A begy fekete tollai szürkén szegélyezettek. A testoldalai és a hasi része fehérek. A tojó halvány barnásszürke. A szem fölötti sávozása nem szembetűnő, és a háti része füstös árnyalatú. A toroktájéka fehéres; a keleti állományoknál a csőrtől fehéres bajuszszerű fehér csíkozás fut alá.

## Életmódja
A nyíltabb erdőket és bozótosokat választja élőhelyéül. Habár félénk madár, a felnőtt fehérfarkú rubinbegy megfigyelhető az ágakon ülve. Általában magányosan vagy párban él. Rovarokkal, főleg kisebb bogarakkal és hangyákkal táplálkozik. A Tien-san hegységben 2500-2700 méteres tengerszint fölötti magasságokban lévő borókásokban (Juniperus) is fellelhető.

## Szaporodása
A fehérfarkú rubinbegy költési időszaka nyáron van. A fészkét egy sűrű bokorba vagy bokor alá készíti. A fészek nagy és gömb alakú, melynek oldalán van a nyílása; a fészeknyílás néha fent is lehet. A fészket főleg a tojó építi. A fészekaljban általában 4-6 tojás található. A tojás zöldeskék, rozsdás pontokkal, melyek gyűrűt alkotnak a vastagabb része körül. A költést főleg a tojó végzi, azonban az etetésben mindkét szülő részt vesz. A fiókák táplálékát a szőrös hernyók alkotják. A kotlás 14 napig tart. A fiatal madarak 16 naposan válnak röpképessé.
Amikor észreveszi, hogy kakukk (Cuculus canorus) tojt a fészkébe, a fehérfarkú rubinbegy elhagyja fészkét és tojásait. A tojások és fiókák legfőbb természetes ellenségei a nyusztok és a hermelin (Mustela erminea).

## Képek

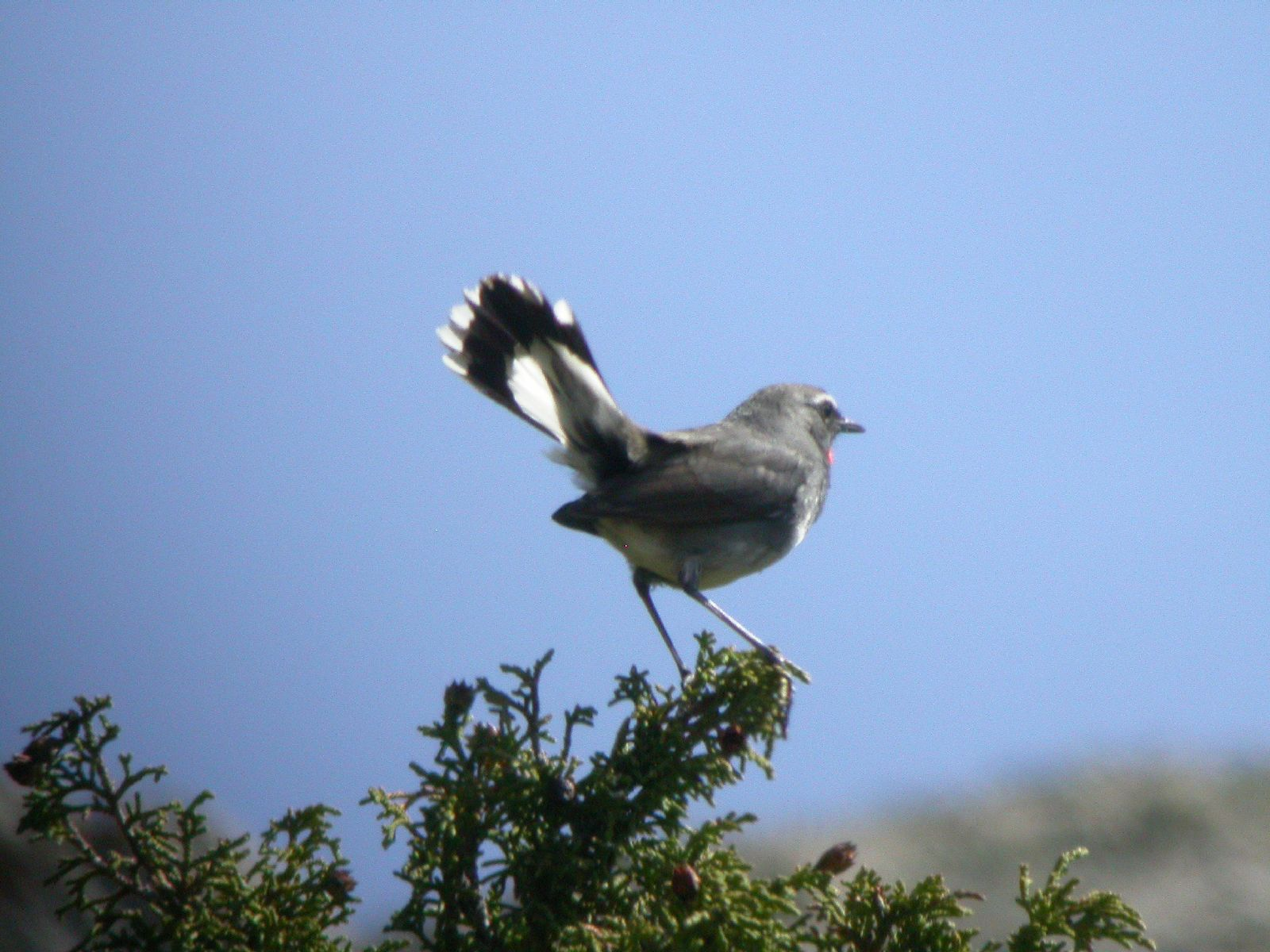
C. p. bailloni
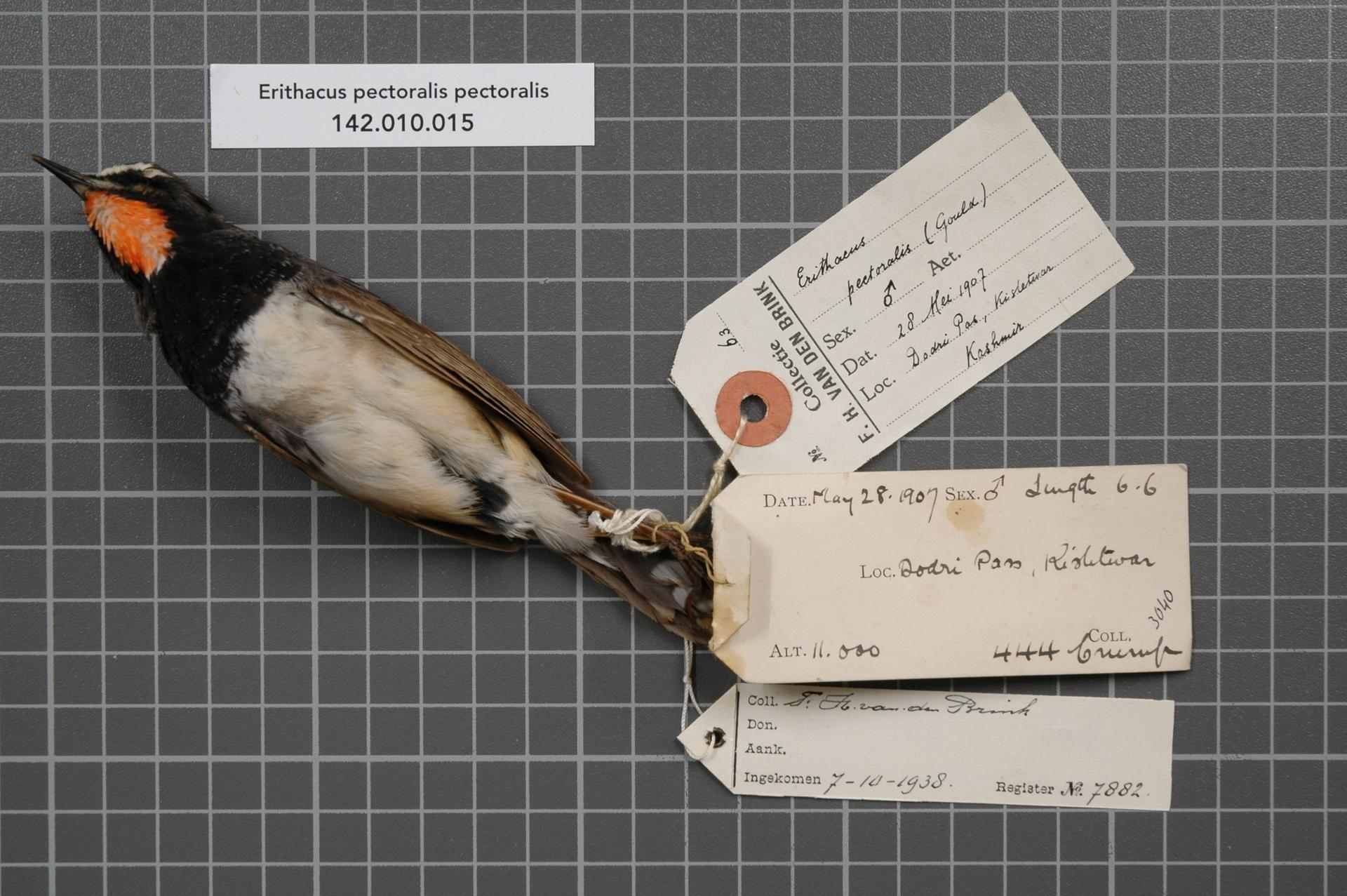
C. p. pectoralis
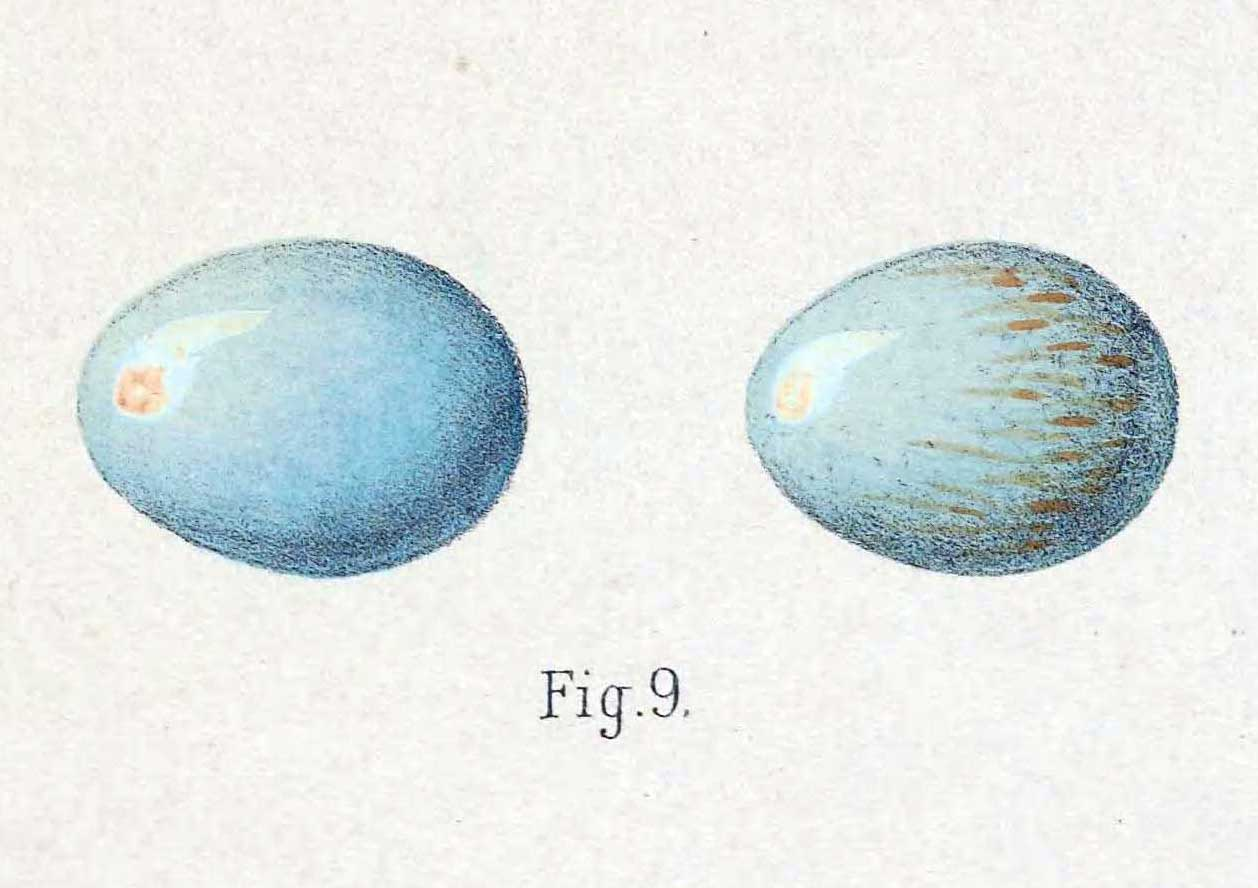
A tojásai

## Fordítás
- Ez a szócikk részben vagy egészben  a   White-tailed rubythroat című angol Wikipédia-szócikk ezen változatának fordításán alapul.  Az eredeti cikk szerkesztőit annak laptörténete sorolja fel. Ez a jelzés csupán a megfogalmazás eredetét és a szerzői jogokat jelzi, nem szolgál a cikkben szereplő információk forrásmegjelöléseként.